# Anthiadinae
Anthiadinae is een onderfamilie van zeebaarzen (Serranidae) die uit vele geslachten bestaat.

## Lijst van geslachten
- Anatolanthias Anderson, Parin & Randall, 1990
- Anthias Bloch, 1792
- Caesioperca Castelnau, 1872
- Caprodon Temminck & Schlegel, 1843
- Dactylanthias Bleeker, 1871
- Giganthias Katayama, 1954
- Hemanthias Steindachner, 1875
- Holanthias Günther, 1868
- Hypoplectrodes Gill, 1862
- Lepidoperca Regan, 1914
- Luzonichthys Herre, 1936
- Nemanthias Smith, 1954
- Odontanthias Bleeker, 1873
- Othos Castelnau, 1875
- Planctanthias
- Plectranthias Bleeker, 1876
- Pronotogrammus
- Pseudanthias Bleeker, 1871
- Rabaulichthys Allen, 1984
- Sacura
- Selenanthias
- Serranocirrhitus
- Tosana
- Tosanoides
- Trachypoma